# Jamie Muir
Pour les articles homonymes, voir Muir.
Jamie Muir, né à Édimbourg le 30 novembre 1942 et mort le 17 février 2025 en Cornouailles, est un percussionniste écossais, principalement connu en tant que membre du groupe de rock progressif King Crimson.
Adepte de la musique improvisée, il se produit généralement avec un ensemble d'instruments incongrus, parmi lesquels des cloches, des sanzas, des scies musicales, des objets trouvés, et plus rarement une batterie conventionnelle.

## Biographie
Jamie Muir a fréquenté le Edinburgh College of Art dans les années 1960 et a commencé à jouer du jazz au trombone avant de s’orienter vers les percussions.
Après avoir déménagé à Londres, il travaille avec le chorégraphe Lindsay Kemp et est actif dans l'improvisation, l'enregistrement et la performance avec le guitariste Derek Bailey et le saxophoniste Evan Parker dans The Music Improvisation Company de 1968 à 1971.
Muir utilise divers objets trouvés ici et là dans son répertoire de percussions. Il prétend « approcher les ordures avec un total respect pour leur nature en tant qu'ordures », et que « la façon de découvrir les inconnus en termes d'exécution est de rejeter immédiatement toutes les situations telles que vous les identifiez (le nuage d'ignorance), qui est de donner à la musique un avenir ». Pendant cette période, il joue  également dans le groupe Boris avec Don Weller et Jimmy Roche (tous deux plus tard du groupe de jazz-rock Major Surgery) et travaille avec le groupe afro-rock Assagai dans lequel il rencontre le claviériste Alan Gowen.
Muir et Gowen ont ensuite formé le groupe de jazz-rock expérimental Sunship avec le guitariste Allan Holdsworth et le bassiste Laurie Baker, bien que Muir ait admis que « nous avons passé plus de temps à rire qu'à jouer de la musique » et suggère que le groupe n'a jamais été plus loin que de jouer en répétitions.
Muir est un membre de King Crimson, de l'été 1972 jusqu'au début de 1973. Avec King Crimson, Muir joue occasionnellement un kit de batterie standard, mais plus souvent il apporte un assortiment de sons inhabituels d'une grande variété d'instruments à percussion, kalimba, mbiras, scie musicale, shakers, hochets, objets trouvés et tambours divers. Muir n'apparaît d'abord que sur un seul album de King Crimson, Larks' Tongues in Aspic en 1973 qui comprend aussi le bassiste chanteur John Wetton, le guitariste Robert Fripp, le claviériste et violoniste David Cross et le batteur Bill Bruford. Plusieurs enregistrements en direct mettant en vedette Muir ont été publiés plus tard par DGM Records ; le coffret de 15 CD sorti en 2012 pour le 40e anniversaire de l'album comprend tous les enregistrements de cette formation, que ce soit en direct ou en studio, documentant tout ce que Muir a jamais apporté. Le violoniste et claviériste de King Crimson, David Cross, rapporte que « nous avons tous appris une quantité incroyable de choses de la part de Jamie, il a été un catalyseur de ce groupe au début et il a ouvert de nouveaux espaces pour Bill Bruford, le batteur « conventionnel » du groupe, à regarder profondément en chacun de nous et cela a affecté le reste des musiciens du groupe ».
En 1972, Muir décide de poursuivre un style de vie monastique, conformément aux principes stricts du bouddhisme. Il quitte brusquement King Crimson en 1973 pour vivre dans un monastère en Écosse. Il vient de terminer sa contribution à Larks'  Tongues in Aspic, publié après son départ. La presse britannique à l'époque attribue sa décision à la suite de « blessures personnelles subies sur scène pendant la performance », une phrase attribuée à la société de gestion du groupe, EG Management.
Jamie Muir a également montré à Jon Anderson, le chanteur de Yes, les œuvres de Paramahansa Yogananda lors de la réception de mariage du batteur Bill Bruford, qui a finalement influencé le groupe pour écrire l'album Tales from Topographic Oceans, basé sur l'Autobiographie d'un Yogi de Yogananda.
En 1980, Muir revient sur la scène musicale de Londres, enregistrant avec Derek Bailey, l'album Dart Drug produit en 1981. Il était également sur la bande sonore du film Ghost Dance, une collaboration avec un autre ancien élève de King Crimson, le batteur Michael Giles et David Cunningham (en) enregistré en 1983, et finalement publié en 1996.
Muir s'est depuis retiré complètement de l'industrie musicale et consacre son énergie à la peinture.
Jamie Muir meurt le 17 février 2025 à l’âge de 82 ans.

## Discographie
- 1973 : King Crimson : Larks' Tongues in Aspic
- 1981 : Derek Bailey / Jamie Muir : Dart Drug
- 1996 : Michael Giles / Jamie Muir / David Cunningham : Ghost Dance